# Scolopsis lineata
Scolopsis lineata là một loài cá biển thuộc chi Scolopsis trong họ Cá lượng. Loài cá này được mô tả lần đầu tiên vào năm 1824.

## Từ nguyên
Từ định danh lineata trong tiếng Latinh nghĩa là "có sọc", hàm ý đề cập đến các sọc đen ở phần thân trên của cá con loài này (màu trắng vàng ở cá trưởng thành).

## Phân bố và môi trường sống
Từ biển Andaman và quần đảo Cocos-Keeling, S. lineata có phân bố trải dài về phía đông đến quần đảo Marshall và Vanuatu, xa về phía nam đến Úc và Nouvelle-Calédonie, ngược lên phía bắc đến quần đảo Ryukyu và quần đảo Ogasawara (Nhật Bản).
Ở Việt Nam, S. lineata được ghi nhận tại cù lao Chàm (Quảng Nam), Ninh Thuận, cù lao Câu (Bình Thuận), cùng vịnh Nha Trang và Côn Đảo.
S. lineata sống trên nền cát của rạn san hô và đầm phá, thường là đới mặt bằng rạn, độ sâu đến khoảng 20 m.

## Mô tả
Chiều dài cơ thể lớn nhất được ghi nhận ở S. lineata là 25 cm. Thân trên có màu nâu lục, phần thân dưới còn lại màu trắng bạc. Có 3 sọc trắng phơt vàng dọc theo đầu và thân. Cá con có màu trắng với 3 sọc đen ở thân trên, giữa cặp sọc đen dưới là sọc vàng, thêm đốm đen trên 3 gai vây lưng trước.
Số gai vây lưng: 10; Số tia vây lưng: 9; Số gai vây hậu môn: 3; Số tia vây hậu môn: 7; Số gai vây bụng: 1; Số tia vây bụng: 5.

## Sinh thái
S. lineata ăn các loài thủy sinh không xương sống, chủ yếu giun nhiều tơ, giáp xác và cá nhỏ hơn. Cá trưởng thành sống thành đàn hoặc hợp thành từng nhóm nhỏ, còn cá con sống đơn lẻ gần nơi trú ẩn.

## Sử dụng
S. lineata thương thấy với số lượng nhỏ trong các chợ cá địa phương.